# CSKA Moscou (volley-ball féminin)
Maillots
CSKA Moscou est un ancien club russe de volley-ball fondé en 1936 et basé à Moscou. La section volley-ball féminin du CSKA Moscou a disparu en 2008.

## Palmarès
- Championnat d'URSS (6)
  - Vainqueur : 1965, 1966, 1968, 1969, 1974, 1985.
  - Finaliste : 1962, 1972, 1973, 1977,  1979, 1982, 1987.
- Coupe d'URSS (2)
  - Vainqueur : 1972, 1984.
  - Finaliste : 1977, 1982.
- Championnat de Russie : 
  - Finaliste : 1994, 1995, 1996, 1997, 2007
- Coupe de Russie : 
  - Vainqueur : 1998, 2001, 2005.
  - Finaliste : 1997, 1999, 2000, 2003, 2006.
- Coupe des champions (3)
  - Vainqueur : 1966, 1967, 1986.
  - Finaliste : 1968, 1969.
- Coupe des Coupes (4)
  - Vainqueur : 1973, 1974, 1988, 1998.
  - Finaliste : 1975.
- Top Teams Cup
  - Finaliste :2007.

## Joueuses majeures
- Antonina Nikolaevna Volodina  Russie
- Tamara Mikhaïlovna Soumskaïa  Russie
- Galina Aleksandrovna Tchesnokova  Russie
- Antonina Alekseevna Ryjova  Russie
- Tamara Petrovna Kliger  Russie
- Valentina Alekseevna Vinogradova  Russie
- Ninel Vasilevna Ievteeva  Russie
- Tatiana Aleksandrovna Rodinovna  Russie
- Tatiana Petrovna Tretiakova  Russie
- Lyudmila Georgievna Tchernychiova  Russie
- Galina Georgievna Miatchina  Kazakhstan
- Lyoubov Vladimirovna Kozyreva  Russie
- Tatiana Nikolaevna Tcherkasova  Russie
- Svetlana Mikhaïlovna Safronova  Russie
- Diana Vladimirovna Iasakova  Russie
- Marina Ievgenevna Koumych  Russie
- Tatiana Ivanovna Sidorenko  Russie
- Ioulia Aleksandrovna Saltsevitch  Russie
- Marina Mikhaïlovna Kiriakova  Russie
- Olga Dmitrievna Potachova  Russie
- Natalia Chigina  Turquie
- Lioubov Vladimirovna Sokolova  Russie

## Effectifs

### Saison 2007-2008 (Dernière équipe)
Entraîneur : Valeriy Losev  Russie